# 척 D
칼턴 더글러스 라이든워(Carlton Douglas Ridenhour, 1960년 8월 1일 ~ )는 척 D(Chuck D)라는 이름으로 잘 알려진 미국의 래퍼이다.